# Sol Cresta
Sol Cresta é um jogo eletrônico scrolling shooter vertical desenvolvido e publicado pela PlatinumGames. Ele é o sétimo jogo na série Terra Cresta depois de Terra Cresta 3D, lançado exclusivamente no Japão para o Sega Saturn. Ele é o primeiro jogo da série a não ser desenvolvido pelo estúdio japonês Nichibutsu. O título foi lançado como o primeiro sob a marca "Neo-Classic Arcade" da PlatinumGames, uma marca que busca a modernização de jogos clássicos de fliperama. Ele foi lançado para Nintendo Switch, PlayStation 4 e Windows em 22 de fevereiro de 2022.

## Enredo
No Ano Cósmico 101, a humanidade tem problemas para derrotar o exército Mandler, que se juntou com o Mega Zofer para dominar o sistema solar. Isso força a humanidade a voltar a Laomedeia, a décima-segunda lua de Netuno. O exército Solar Recovery Army Sol Cresta, liderado pelo herói de guerra Go Kurogane, é formado em resistência ao exército Mandler. A última esperança da humanidade agora depende nas habilidades de Yamato, uma nave lutadora de elite e seus três pilotos, Sho Tendo, Luna Zarnitsyna Sheena e Dril Martin, para libertar o sistema solar da tirania dos Mandler em uma batalha final.

## Desenvolvimento
Sol Cresta foi dirigido por Takanori Sato e com música de Yuzo Koshiro, enquanto o designer-chefe da PlatinumGames, Hideki Kamiya, assumiu os papeis de diretor criativo e de enredo. Kamiya escreveu em uma publicação no blogue da PlayStation que a PlatinumGames havia se tornado conhecida como "o estúdio que faz jogos de ação" mas que, como um estúdio, eles queriam fazer jogos de uma variedade de gêneros. O desejo de criar Sol Cresta surgiu do amor de Kamiya por jogos detiro e título retrô similares com uma jogabilidade simples que ele jogara quando criança.
Em 2018, Kamiya inicialmente revelou sua ideia para Atsushi Inaba, que rapidamente se interessou com a forma como Kaniya explicou que queria modernizar e inovar sobre o legado dos jogos de tiro do passado. Enquanto nestas conversas, Kamiya expressou tristeza sobre como criar uma sequência para uma marca de outra empresa iria contra a missão da PlatinumGames de sempre criar títulos originais, mas Inaba resolveu as suas preocupações. A Nichibutsu havia desenvolvido os jogos anteriores na franquia incluindo Moon Cresta e Terra Cresta, e os direitos da propriedade intelectual eram de posse da Hamster Corporation. Para adquirir os direitos para desenvolver Sol Cresta, Kamiya e Inaba contactaram Satoshi Hamada, presidente da empresa. Hamada concordo em apoiar o projeto imediatamente, e em seguida recebeu aprovação interna para permitir que a PlatinumGames iniciasse o desenvolvimento do novo projeto.
Yuzo Koshiro foi escolhido para compor a música de Sol Cresta e trabalhou ao lado do designer de som Hiroshi Yamaguchi durante o desenvolvimento. Em uma publicação no blogue da PlatinumGames, ele escreveu, "alguns meses antes de receber a oferta, por pura coincidência e só por diversão eu tinha copiado a música de Terra Cresta usando a fonte PC-88's FM então de um ponto de vista técnico, eu estava preparado para começar." Foi pedido a Koshiro que modernizasse o som dos jogos originais de fliperama "elevando-os" a um nível "Neo" e, em resposta, ele compôs uma faixa de demonstração no estilo dos jogos originais usando o chip Yamaha YM2151; entretanto, esta demo foi rejeitada. Koshiro então buscou inspiração do falecido Kenji Yoshida, compositor dos chiptunes do original Terra Cresta. Ele então mudou para o chip Yamaha YM3812, que se tornou o centro do som FM de Sol Cresta.
Em 1 de abril de 2020, o jogo foi revelado como uma piada do Dia da Mentira, mas confirmado oficialmente pela PlatinumGames exatamente um ano depois. Em 5 de agosto de 2021, a jogabilidade foi revelada no canal oficial da empresa no YouTube, e foi anunciado que ele seria lançado em 2021. Em 1 de setembro de 2021, foi confirmado que Sol Cresta seria lançado em 9 de dezembro de 2021. Dois meses depois, Kamiya realizou uma transmissão ao vivo no YouTube anunciando que o jogo seria adiado para o ano seguinte e, em janeiro de 2022, a data de lançamento final de 22 de fevereiro de 2022 foi anunciada.
O jogo foi lançado para PlayStation 4, Nintendo Switch e Windows com um pacote de conteúdo para download intitulado Sol Cresta: Dramatic. Um pacote incluindo o jogo base e a DLC intitulado Sol Cresta: Dramatic Edition também foi disponibilizado. Esta DLC inclui o final real do jogo base e uma história baseada em texto ao lado da tela, bem como dublagem em japonês no estilo de Star Fox.

## Recepção
Sol Cresta recebeu análises "geralmente positivas" de acordo com o agregador de críticas Metacritic, com uma nota média agregada de 78 de 100 em sua versão para Nintendo Switch. Críticos elogiaram sua trilha sonora e as inovações na jogabilidade, mas criticaram sua repetitividade e o preço alto.
A Destructoid elogiou o polimento técnico do jogo, bem com seu estilo visual claro, seu design de som e sua trilha sonora, mas criticou o preço alto. A Nintendo Life gostou da construção de formações criativas do jogo, de sua coordenação de três naves, dos vários tipos de tiros, de seu sistema de pontos extras e de sua trilha sonora, mas encontrou problema com a falta de coesão, o polimento, as opções de filtro e as formações instáveis. A Nintendo World Report destacou as cinco opções de dificuldado, as conquistas embutidas no jogo e sua trilha sonora como pontos altos, e escreveu que os tipos repetitivos de chefões e a falta de claridade visual eram pequenos defeitos.